# Чад Ріппергер
Чад Алек Ріппергер, F.S.S.P. (англ. Chad Alec Ripperger; 11 жовтня 1964, Каспер) — американський католицький священник, богослов, філософ і екзорцист. Він добре відомий серед традиціоналістських католицьких кіл і провів чимало конференцій по всій країні на різні релігійні теми. Багато з них доступні для перегляду на YouTube.

## Біографія
Ріппергер народився в Каспері, штат Вайомінг. Він має два ступені бакалавра з теології та філософії з Університету Сан-Франциско та два ступені магістра: один з філософії Центру Томістичних студій Університету Святого Томи в Г'юстоні, другий з теології з коледжу Святих апостолів і семінарії в Кромвелі, штат Коннектикут. Він приєднався до Священного братства святого Петра (FSSP) і був відправлений до Риму, де отримав ступінь доктора філософії в Папському університеті Святого Хреста. Отець Ріппергер також вивчав томістичну психологію.
Після висвячення на священника в 1997 році він провів рік у парафії в Омаха, штат Небраска, де працював у Семінарії Св. Григорія Великого в м. Сьюард, штат Небраска, в єпархіальній семінарії для єпархії Лінкольна, штат Небраска. Провівши чотири роки, працюючи в семінарії, він був призначений до семінарії Матері Божої Гваделупської в Дентоні, штат Небраска, головну семінарію для священницького братства Святого Петра в США, де викладав догматичну та моральну теологію та філософію протягом шести років. Він також був пастором в Коур-д'Ален, штат Айдахо, протягом трьох років. 
Ріппергер служив екзорцистом для Тульської єпархії в Оклахомі з 2012 по 2016 рік і відтоді служив екзорцистом для Дерверської архієпархії.

## Праці (англійською мовою)
- Ripperger, Chad (2012). The Metaphysics of Evolution. Norderstedt, Germany: Books on Demand GmbH. ISBN 9783848216253.
- Ripperger, Chad (2013). Introduction to the Science of Mental Health. Sensus Traditionis Press. ISBN 9780615815398.
- Ripperger, Chad (2013). Lincoln and Omaha Sermons. Sensus Traditionis Press. ISBN 9780615785493.
- Ripperger, Chad (2013). The Binding Force of Tradition. Sensus Traditionis Press. ISBN 9780615785554.
- Ripperger, Chad (2013). The Morality of the Exterior Act: In the Writings of St. Thomas Aquinas. Sensus Traditionis Press. ISBN 9780615788968.
- Ripperger, Chad (2013). Topic on Tradition. Sensus Traditionis Press. ISBN 9780615790220.
- Ripperger, Chad (2014). Magisterial Authority. North Charleston, South Carolina: CreateSpace Independent Publishing Platform. ISBN 9780615785554.
- Ripperger, Chad (2015). Minor Exorcisms and Deliverance Prayers: In Latin and English. North Charleston, South Carolina: CreateSpace Independent Publishing Platform. ISBN 9781508798903.
- Ripperger, Chad (2016). Deliverance Prayers: For Use by the Laity. North Charleston, South Carolina: CreateSpace Independent Publishing Platform. ISBN 9781541056718.
- Ripperger, Chad (2017). Prayers of the Auxilium Christianorum. North Charleston, South Carolina: CreateSpace Independent Publishing Platform. ISBN 9781979704908.
- Ripperger, Chad (2018). The Principle of the Integral Good. North Charleston, South Carolina: CreateSpace Independent Publishing Platform. ISBN 1718797559.